# Diem (rivier)

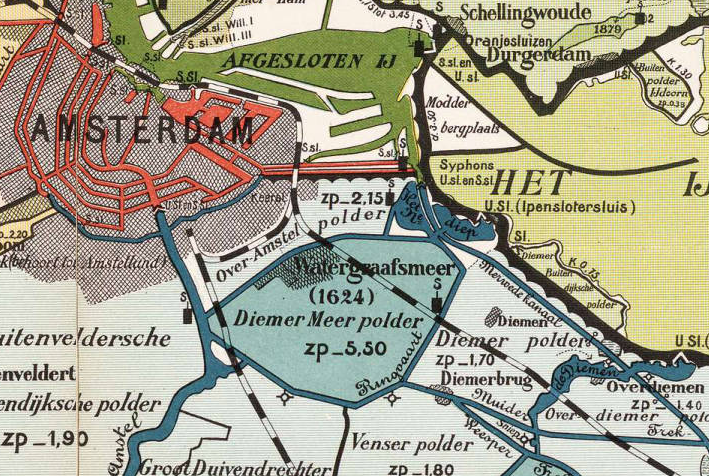
Locatie in de rechteronderhoek op een kaart uit ca 1900

De Diem, eerder ook Diemer Die genoemd, is een riviertje tussen Diemen en de Diemerzeedijk langs het IJmeer en loopt ten oosten van het dorp Diemen, dat hieraan zijn naam ontleent. Het riviertje wordt doorsneden door het Amsterdam-Rijnkanaal.
Het water wordt onderscheiden in:
- Eerste Diem (of kortweg Diem), van de Weespertrekvaart, tussen de Sniep en de Stammerdijk, tot de spoorlijn Amsterdam-Weesp.
- Tussen Diem, tussen de spoorbrug en de Rijksweg A1,
- Tweede Diem, van de brug van de A1 tot de Kanaaldijk langs het Amsterdam-Rijnkanaal,
- Derde Diem, van het kanaal tot de Diemerzeedijk aan het IJmeer

De Eerste Diem is verbonden met de Weespertrekvaart. De Tweede Diem is via een keersluis verbonden met het Amsterdam-Rijnkanaal. De Derde Diem heeft een open verbinding met het kanaal, en is via de Diemerdammersluis verbonden met het IJmeer.